# Бургаски свободен университет
Бургаският свободен университет е частен университет, разположен в Бургас, България. Той е един от първите частни университети в България. Модерен, иновативен и ориентиран към студентите и тяхната професионална реализация, университетът е със значими академични постижения и утвърден международен статус.

## Ръководство
- Президент: проф. д-р Петко Чобанов
- Ректор: проф. д-р Милен Балтов
- Заместник ректор: проф. д-р Мария Алексиева
- Помощник ректор: Дарина Димитрова[2]

## Факултети
- Център по юридически науки[3]
- Център по икономически и управленски науки[4]
- Център по информатика и технически науки[5]
- Център по хуманитарни науки[6]

## Прием
Бургаският свободен университет предлага прием в бакалавърски, магистърски и докторски програми по специалности, наложени в практиката и гарантиращи успешна професионална реализация.

## Статут
Бургаският свободен университет е създаден с решение на Великото народно събрание от 18 септември 1991 г. и е един от първите частни университети в страната. Университетът е акредитиран от Националната агенция за оценяване и акредитация и е носител на Международен сертификат за качество ISO 9001:2008. Университетът е член на Европейската асоциация на университетите (ЕUA). Има договори за сътрудничество с 36 университета и организации в Европа, Америка, Азия и Африка. Той работи по 24 договора с университети в Европа за обмен на студенти и преподаватели. Участва в Европейската система за натрупване и трансфер на образователни кредити (ЕCTS). БСУ работи по съвместни международни проекти с повече от 100 университета и организации, а също е и партньор на ЮНЕСКО по програмата UNITWIN/UNESCO Chairs. Институция домакин е на Катедра на ЮНЕСКО по правата на човека и култура на мира.

## Мисия
Мисията на БСУ е да бъде гъвкава, предприемчива и социално отговорна институция, която подготвя специалисти с висша квалификация и качества за бърза професионална реализация и развитие в динамична и глобализираща се среда.
Основни цели в дейността на университета са:
- Да вдъхновява и стимулира студентите за високи постижения, социално реализиране и развитие през целия живот.
- Да осигурява научна и професионална среда, която подпомага изявата, предприемчивостта и лидерството.
- Да приобщава, закриля и обезпечава съвременната академична общност, нейните научни и приложни изследвания и изследователските екипи.
- Да създава обществено значими научни резултати, да насърчава и прокарва приложението им в обучението и практиката.
- Да съдейства за интелектуалното и духовното израстване на личността и обществото, да съхранява и обогатява националните и общочовешките ценности.

## Сграда
Първоначално университетът се помещава в сградата на бившия Партиен дом, в центъра на Бургас. През 2004 година новата учебно-административна сграда на Бургаския свободен университет на бул. Сан Стефано 62 печели Награда за съвременна адаптация и реализация на сграда на университет в България.

## Съоръжения
Сградата на университета е построена през 2004 г. и е с обща площ от 22 500 квадратни метра. Сградата на БСУ е удостоена с наградата „Сграда на годината“ за 2004 г. в конкурс, организиран от Министерството на регионалното развитие в областта на архитектурата и строителното инженерство, а архитектът му е избран за „Архитект на годината“. Университетът предлага и хотелска услуга. Хотелът на БСУ предоставя на изключителни цени 20 броя просторни стаи. Съчетава удобното си местоположение с уютна атмосфера, безупречна хигиена и безплатен паркинг.